# Любаш (гмина)
Любаш (пол. Lubasz) — сельская гмина (волость) в Польше, входит как административная единица в Чарнковско-Тшчанецкий повет, Великопольское воеводство. Население — 6859 человек (на 2004 год).

## Сельские округа
1. Антонево
2. Дембе
3. Горай
4. Бзово
5. Йенджеево
6. Камёнка
7. Клемпич
8. Круч
9. Крутечек
10. Любаш
11. Милково
12. Новина
13. Прусиново
14. Славно
15. Соколово
16. Стайково

## Прочие поселения
1. Боньча
2. Бзово
3. Эльжбецин
4. Милкувко

## Соседние гмины
1. Гмина Чарнкув
2. Чарнкув
3. Гмина Обжицко
4. Гмина Полаево
5. Гмина Велень
6. Гмина Вронки